# جمال بنورة
جمال بنورة (1938 - 16 ديسمبر 2020) هو قاصّ وروائي فلسطيني. تنوّعت كتاباته بين القصة والمسرحية والرواية، التي كان واقعها رافضًا ومقاومًا للاحتلال الإسرائيلي، الأمر الذي عرّضه للمطاردة والاعتقال.

## مسيرته
وُلد بنورة في مدينة بيت ساحور سنة 1938، وكان يعمل في سلك التربية والتعليم.
بدأ الكتابة في أوائل الستينيات، حيث كتب القصة والمسرحية والرواية. أسّس رفقة عدة مثقفين أوّل تنظيم نقابيّ للكّتاب الفلسطينيّين عام 1977 كتجمّع يحمل اسم «كتّاب البيادر».
نُشرت قصصه في الصحف والمجلات الفلسطينية مثل الجهاد، والفجر، والشعب، والاتحاد، والجديد والفجر الأدبي.

يعتبر بنورة، واحدا من أكثر المهتمين بجمع ودراسة التراث الشعبي الفلسطيني، وفي ذلك قال مرة: 
| جمال بنورة | أحس وأنا أبحث عن التراث -لتسجيله وحفظه من الضياع- كأنني أبحث عن نفسي | جمال بنورة |

.
تُرجمت قصصه إلى عدة لغات: الإنجليزية والألمانية والبلغارية والإسبانية. وتُرجمت له مجموعتان قصصيتان إلى الروسية والإيطالية.
في بدايات الستينيات، وضع بنورة حلما أدبيا، أن يكتب رواية طويلة عن نكبة فلسطين 1948، لكنه بعد أن أنجزه بمشقة، لم يقتنع به، لينتقل إلى الكتابة عن تجربة شخصية في الخمسينيات لكنه أيضا لم يكمل مشروعه، لشعوره بعدم نضوج قلمه.

جاءت نكسة 1967، لتنهض ببنورة أدبيا، فيبدأ منذ اليوم الأول حلما آخر، كما صرح في مقابلة مع مؤسسة فلسطين للثقافة عام 2012 قائلا: 
| جمال بنورة | أخذت أسجل ملاحظاتي، وانطباعاتي عن الحرب، ومواقف الناس وأحاديثهم وتعليقاتهم، وملخصاً عن الأحداث التي عشناها.. علّني أستطيع في يوم ما أن أوظفها في العمل الروائي الذي أحلم بكتابته. ولم يُتح لي الوقت الكافي لكتابة الرواية بسبب الانخراط في العمل الوطني، والانشغال بكتابة القصة القصيرة للتعبير عن واقع الحياة اليومية تحت الاحتلال، وواظبت على الكتابة، وإصدار المجموعات القصصية حتى إحالتي على التقاعد القسري من قبل سلطات الاحتلال الإسرائيلي في عام 1983، حيث تفرغت لكتابة الرواية التي ما زالت أحداثها تعيش في ذهني.. أنهيت الرواية، ونشرتها وبدأت بإعداد مخطوطة لرواية "الانتفاضة".. وهكذا توزعت كتاباتي ما بين القصة القصيرة والرواية، وفيما بعد المسرحية. | جمال بنورة |

تُوفي بنورة في 16 ديسمبر 2020 في بيت ساحور.

## أعماله

### روايات
- 1982: أيام لا تنسى
- 1998: انتفاضة
- 2010: وما زال الحلم ..!

### قصص
- 1970: العودة
- 1981: حكاية جدّي
- 1982: الشيء المفقود
- 1986: الموت الفلسطيني
- 1990: حمّام في ساحة الدار
- 1993: سراج لم ينطفئ
- 1999: في مواجهة الموت

### مسرحيات
- 1980: كان الموت ونحن على ميعاد
- السجين

### دراسات
- 1993: أغاني العرس الفلسطيني
- 2016: تاريخ ما لم يذكره التاريخ